# 1828년 미국 하원의원 선거
1828년 미국 하원의원 선거는 1828년 미국에서 치러진 하원의원 선거이다. 

## 선거 결과
| 정당       | 의석수 |
| ---------- | ------ |
| 민주당     | 136석  |
| 국민공화당 | 72석   |
| 반메이슨당 | 5석    |
| 합계       | 213석  |